# Gruppo Calcio Alfa Romeo
Il Gruppo Calcio Alfa Romeo è stata una società calcistica italiana con sede a Milano.

## Storia
Il club nacque nell'aprile 1936 come Dopolavoro Aziendale dello stabilimento milanese dell'Alfa Romeo. Esordì nel campionato lombardo di Prima Divisione 1936-1937 terminando la stagione al primo posto e guadagnando così l'accesso alla Serie C. L'immediato successo della società spinse la casa automobilistica al riammodernamento del campo sportivo annesso alla fabbrica.
A partire dalla stagione 1937-1938 si costituì il Gruppo Calcio Alfa Romeo, autonomo rispetto al dopolavoro aziendale seppur collegato a esso. La stagione seguente l'Alfa Romeo ingaggiò – grazie anche alla prospettiva di un'occupazione stabile come meccanico – il diciottenne Valentino Mazzola, futuro capitano del Grande Torino, che rimase in maglia rossa solamente una stagione prima di passare al Venezia.
Il club disputò cinque stagioni in terza serie fino al campionato 1941-1942, dopo la quale retrocesse e rinunciò all'iscrizione; disputò inoltre quattro edizioni della Coppa Italia senza mai superare il primo turno eliminatorio.

## Strutture

### Stadio
L'Alfa Romeo disputava le sue gare interne nel campo sportivo annesso allo stabilimento Alfa Romeo del Portello a Milano. La struttura venne realizzata nel 1937, in seguito alla promozione del club in Serie C, sul luogo di un antico campo da calcio al servizio del quartiere Portello e utilizzato negli anni 1910 dal Savoia Milano; era dotato di campo da gioco con misure 108x64, pista podistica in terra battuta e tribuna coperta in grado di accogliere circa 1 500 spettatori. Il complesso era costituito inoltre da una piscina, campi da tennis e strutture per l'atletica.

## Allenatori e presidenti
| Allenatori - 1936-1937 ? - 1937-1938 Giovanni Vincenzi - 1938-1939 Giuseppe Grigoli - 1939-1941 Mario Magnozzi - 1941-1942 Osvaldo Manazza | Presidenti - 1936-1937 ? - 1937-1939 Dario Sobrino - 1939-1941 Nino Della Mano - 1941-1942 Alfredo Mapelli |

## Statistiche e record

### Partecipazione ai campionati
| Livello | Categoria | Partecipazioni | Debutto   | Ultima stagione | Totale |
| ------- | --------- | -------------- | --------- | --------------- | ------ |
| 3º      | Serie C   | 5              | 1937-1938 | 1941-1942       | 5      |

### Partecipazione alle coppe
| Competizione | Partecipazioni | Debutto   | Ultima stagione | Totale |
| ------------ | -------------- | --------- | --------------- | ------ |
| Coppa Italia | 4              | 1937-1938 | 1940-1941       | 4      |